# Aleksandra Mikołajczyk
Aleksandra Mikołajczyk (ur. 2 czerwca 1982 w Łodzi) – polska aktorka filmowa i teatralna, prezenterka telewizyjna.

## Życiorys
Absolwentka Wydziału Aktorskiego PWSFTviT w Łodzi. Zagrała m.in. w Pogodzie na piątek, Oficerach, Mroku, Pensjonacie pod Różą, M jak miłość, Samym życiu. Od września 2007 można ją było oglądać w TVN w serialu Twarzą w twarz. Aktorka Teatru Nowego w Łodzi. Prezenterka internetowej telewizji Lookr.tv. Prowadziła program Rytm miasta na antenie TVN Warszawa.

## Filmografia
- 2012–2013: Pierwsza miłość jako Magda
- 2012: Na krawędzi, jako recepcjonistka w firmie Leszczyńskiego
- 2012: Przyjaciółki, jako sprzedawczyni
- 2011: Listy do M., jako pracownica firmy Wladiego
- 2011–2014: Na Wspólnej, jako Iwona Majewska
- 2010: Ojciec Mateusz, jako żona Rychlika
- 2009: Synowie, jako dziewczyna Jerzego
- 2009: Miłość na wybiegu
- 2009: Londyńczycy 2, jako pielęgniarka z karetki
- 2008: Wydział zabójstw, jako recepcjonistka Luiza
- 2008: Plebania, jako Maja
- 2008: Egzamin z życia, jako sekretarka w Narvice
- 2008–2009: BrzydUla, jako Krystyna Borubar, żona bramkarza
- 2007: Twarzą w twarz, jako Agnieszka Rulewicz
- 2007: Faceci do wzięcia, jako aktorka
- 2006: U fryzjera, jako klientka z balejażem
- 2006–2007: Pogoda na piątek, jako pielęgniarka
- 2006: Oficerowie, jako szatniarka Perugia w Akademii Muzycznej
- 2006: Mrok, jako recepcjonistka
- 2006: Kochaj mnie, kochaj!, jako Aneta
- 2005: Pensjonat pod Różą, jako Magda
- 2005: M jak miłość, jako pielęgniarka
- 2005: Defekt, jako barmanka
- Na Wspólnej, jako Magda, kuzynka Mateusza
- Samo życie, jako Larysa, białoruska prostytutka posługująca się pseudonimami „Vanessa” i „Katia”, pracująca w agencji towarzyskiej kontrolowanej przez Adriana Grzelkę, koleżanka Natalii Skiepko/partnerka kierowcy Adriana Grzelki
- Klan, jako koleżanka Olki Lubicz ze studiów w Wyższej Szkole Humanistyki Stosowanej